# آلدو کورتی
آلدو کورتی (انگلیسی: Aldo Curti؛ زادهٔ ۱۲ مارس ۱۹۲۶) بازیکن فوتبال اهل ایتالیا است.
از باشگاه‌هایی که در آن بازی کرده‌است می‌توان به باشگاه فوتبال آ.اس. رم و باشگاه فوتبال پارما اشاره کرد.